# Moldova a 2002. évi téli olimpiai játékokon
Moldova az egyesült államokbeli Salt Lake Cityben megrendezett 2002. évi téli olimpiai játékok egyik részt vevő nemzete volt. Az országot az olimpián 3 sportágban 5 sportoló képviselte, akik érmet nem szereztek.

## Biatlon
Férfi
| Versenyző          | Versenyszám  | Lövőhiba    | Időeredmény | Helyezés |
| ------------------ | ------------ | ----------- | ----------- | -------- |
| Mihail Gribușencov | 10 km sprint | 2 (1+1)     | 30:02,2     | 83.      |
| Mihail Gribușencov | 20 km egyéni | 7 (2+2+1+2) | 1:05:58,5   | 84.      |

Női
| Versenyző         | Versenyszám         | Lövőhiba    | Időeredmény | Helyezés |
| ----------------- | ------------------- | ----------- | ----------- | -------- |
| Valentina Ciurina | 7,5 km sprint       | 1 (0+1)     | 23:49,7     | 51.      |
| Valentina Ciurina | 10 km üldözőverseny | 5 (2+1+2+0) | 38:19,7     | 48.      |
| Valentina Ciurina | 15 km egyéni        | 6 (1+1+3+1) | 58:40,8     | 62.      |

## Sífutás
Férfi
| Versenyző | Versenyszám | Eredmény  | Helyezés |
| --------- | ----------- | --------- | -------- |
| Ion Bucsa | 30 km       | 1:32:48,9 | 67.      |

Női
| Versenyző      | Versenyszám | Selejtező | Selejtező | Negyeddöntő | Negyeddöntő | Elődöntő | Elődöntő | B döntő | B döntő | Döntő         | Döntő         |
| Versenyző      | Versenyszám | Idő       | Hely.     | Idő         | Hely.       | Idő      | Hely.    | Idő     | Hely.   | Idő           | Helyezés      |
| -------------- | ----------- | --------- | --------- | ----------- | ----------- | -------- | -------- | ------- | ------- | ------------- | ------------- |
| Elena Gorohova | Sprint      | 3:43,82   | 55.       | kiesett     | kiesett     | kiesett  | kiesett  | kiesett | kiesett | kiesett       | 55.           |
| Elena Gorohova | 15 km       |           |           |             |             |          |          |         |         | nem ért célba | nem ért célba |

## Szánkó
| Versenyző   | Versenyszám | 1. futam | 1. futam | 2. futam | 2. futam | 3. futam | 3. futam | 4. futam | 4. futam | Összesítés | Összesítés |
| Versenyző   | Versenyszám | Idő      | Hely.    | Idő      | Hely.    | Idő      | Hely.    | Idő      | Hely.    | Idő        | Helyezés   |
| ----------- | ----------- | -------- | -------- | -------- | -------- | -------- | -------- | -------- | -------- | ---------- | ---------- |
| Liviu Cepoi | Férfi egyes | 47,161   | 40.      | 47,353   | 42.      | 46,604   | 39.      | 46,825   | 40.      | 3:07,943   | 38.        |